# Amerikaanse schaarbek
De Amerikaanse schaarbek of zwarte schaarbek (Rynchops niger) is een vogel uit de familie van de meeuwen (Laridae). De wetenschappelijke naam van de soort werd in 1758 gepubliceerd door Carl Linnaeus.

## Veldkenmerken
De lichaamslengte bedraagt 41 tot 46 cm en het gewicht 232 tot 374 gram. Deze vogel heeft een opvallend silhouet als het met trage vleugelslagen over de rivieren en meren vliegt. Hij heeft lange, zwarte, kromzwaard-vormige vleugels en een lange, donkeroranje snavel met een zwart uiteinde. De onderste helft van de snavel is veel langer dan de bovenste helft, en afgeplat zoals scharen. De Afrikaanse schaarbek heeft een geheel oranje snavel en is iets kleiner. De  Indische schaarbek is ook kleiner en heeft een witte hals, terwijl deze schaarbek in de broedtijd een donker bruinzwarte hals, kruin en bovenvleugels heeft. Buiten de broedtijd lijkt de donkere bovenkant meer bruin en ontbreekt het zwart op de hals. Ook onvolwassen vogels zijn bruin en hebben een doffer gekleurde snavel.

## Leefwijze
Hun manier van voedsel zoeken is uniek binnen de meeuwenfamilie. In plaats van naar vis te duiken, zoals de sterns doen, scheren zij met wijd open snavel rakelings over het wateroppervlak met de  ondersnavel als een open schaar door het water snijdend. Als zij op een visje stuiten sluiten ze bliksemsnel de snavel.

## Verspreiding en leefgebied
De soort komt voor langs de kusten van Noord- en Zuid-Amerika. Ook in Suriname worden ze regelmatig langs de kust waargenomen, het is echter niet bekend of ze er ook broeden.
Er worden drie ondersoorten onderscheiden:
- R. n. niger: de kusten van de Verenigde Staten en Mexico
- R. n. cinerascens: van noordelijk Zuid-Amerika, zuidelijk tot Bolivia en noordwestelijk Argentinië
- R. n. intercedens: van oostelijk Brazilië tot Paraguay, Uruguay en noordoostelijk Argentinië

## Status
De Amerikaanse schaarbek heeft een groot verspreidingsgebied en daardoor is de kans op de status  kwetsbaar (voor uitsterven) gering. De grootte van de wereldpopulatie is niet gekwantificeerd maar men vermoedt dat het aantal achteruit gaat. Het tempo ligt echter onder de 30% in tien jaar (minder dan 3,5% per jaar). Om deze redenen staat deze schaarbek als 'niet bedreigd' op de Rode Lijst van de IUCN.

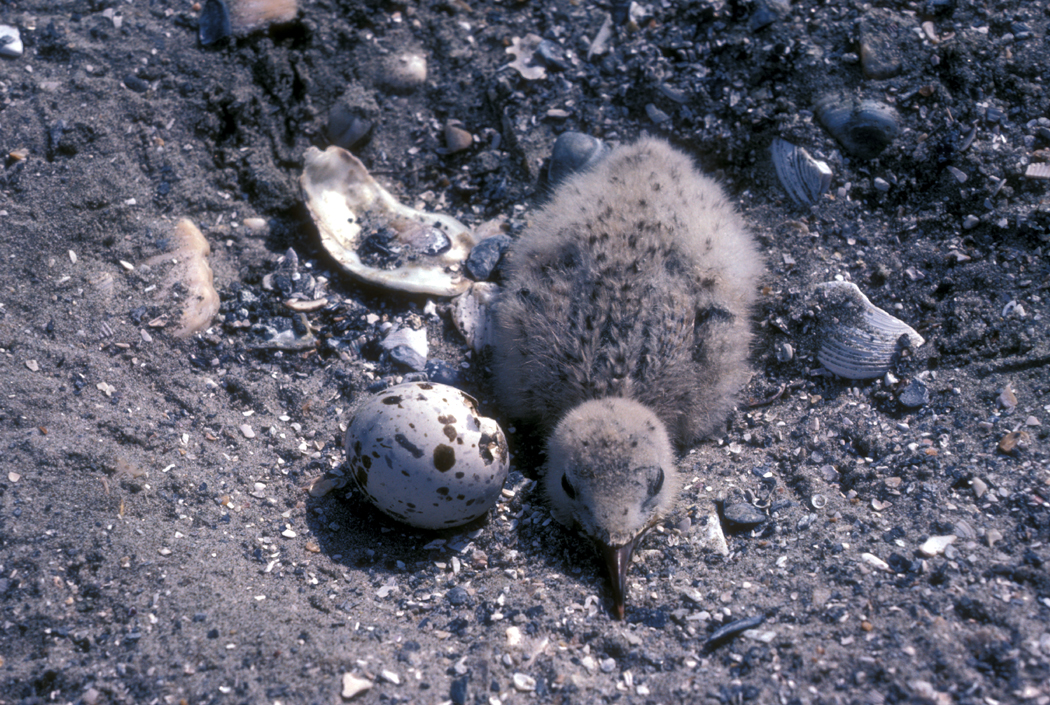
Amerikaanse schaarbek kuiken en ei in nest
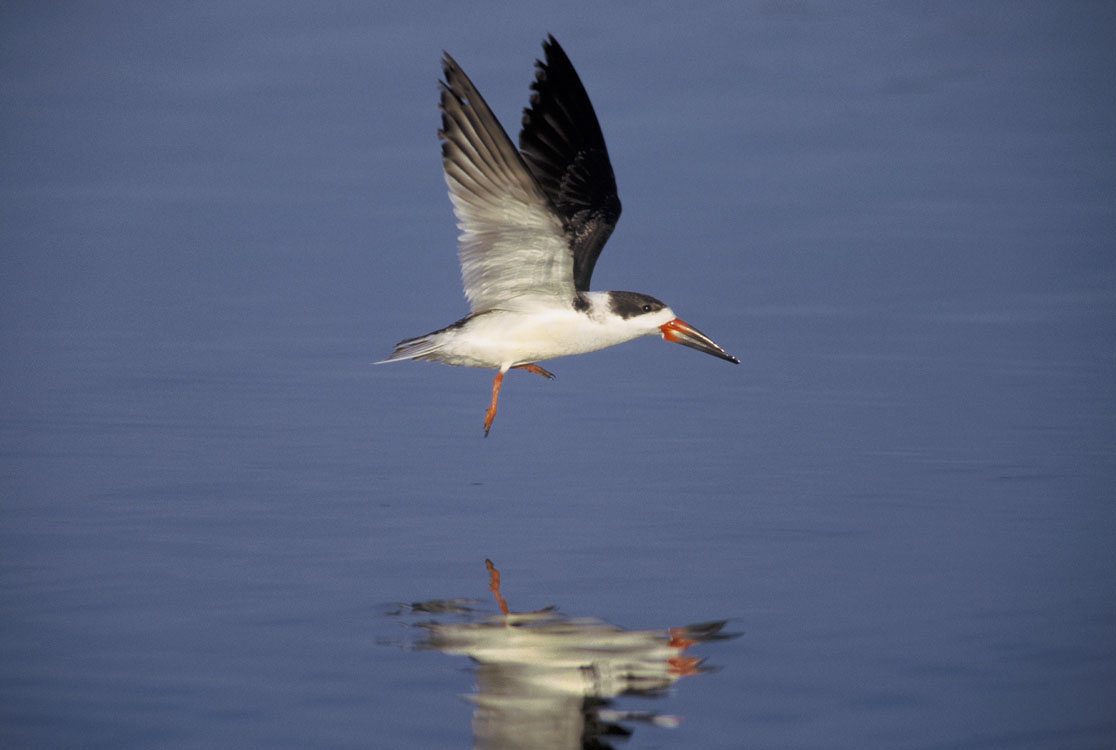
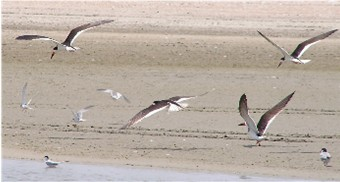